# Sud 777
Sud 777 (a veces estilizado SUD777) es un restaurante en Jardines del Pedregal, Álvaro Obregón, Ciudad de México. Es propiedad del chef Edgar Núñez, quien lo fundó en 2008. Tiene opciones a la carta y un menú degustación de doce platos. El restaurante sirve comida francesa preparada con ingredientes mexicanos, principalmente verduras del país.
Sud 777 ha recibido críticas positivas y fue galardonado con una estrella Michelin en 2024 en la primera Guía Michelin de restaurantes de México. En 2023, Sud 777 se agregó a la publicación de la revista británica Restaurant, The World's 50 Best Restaurants, ya que la lista se amplió para incluir restaurantes de las posiciones 51 a 100.

## Descripción
Según Jorge Toledo de El Economista, en lugar de servir comida mexicana convencional, los platos de Sud 777 se elaboran con ingredientes mexicanos utilizando métodos de cocina francesa; como ejemplo, dijo que el muslo de pato se fríe de manera similar a las carnitas, en su grasa. El ingrediente principal de la comida son las verduras y el restaurante ofrece servicio de menú a la carta junto con un menú degustación de temporada de doce platos.
Se requieren reservaciones para cenar en Sud 777; el restaurante cuenta con una mesa de chef donde Núñez ofrece una comida de siete platos y vino mexicano a hasta ocho personas que lo reserven con anticipación. Además, hay una sección exclusiva de sushi llamada Kokeshi y un bar salón.

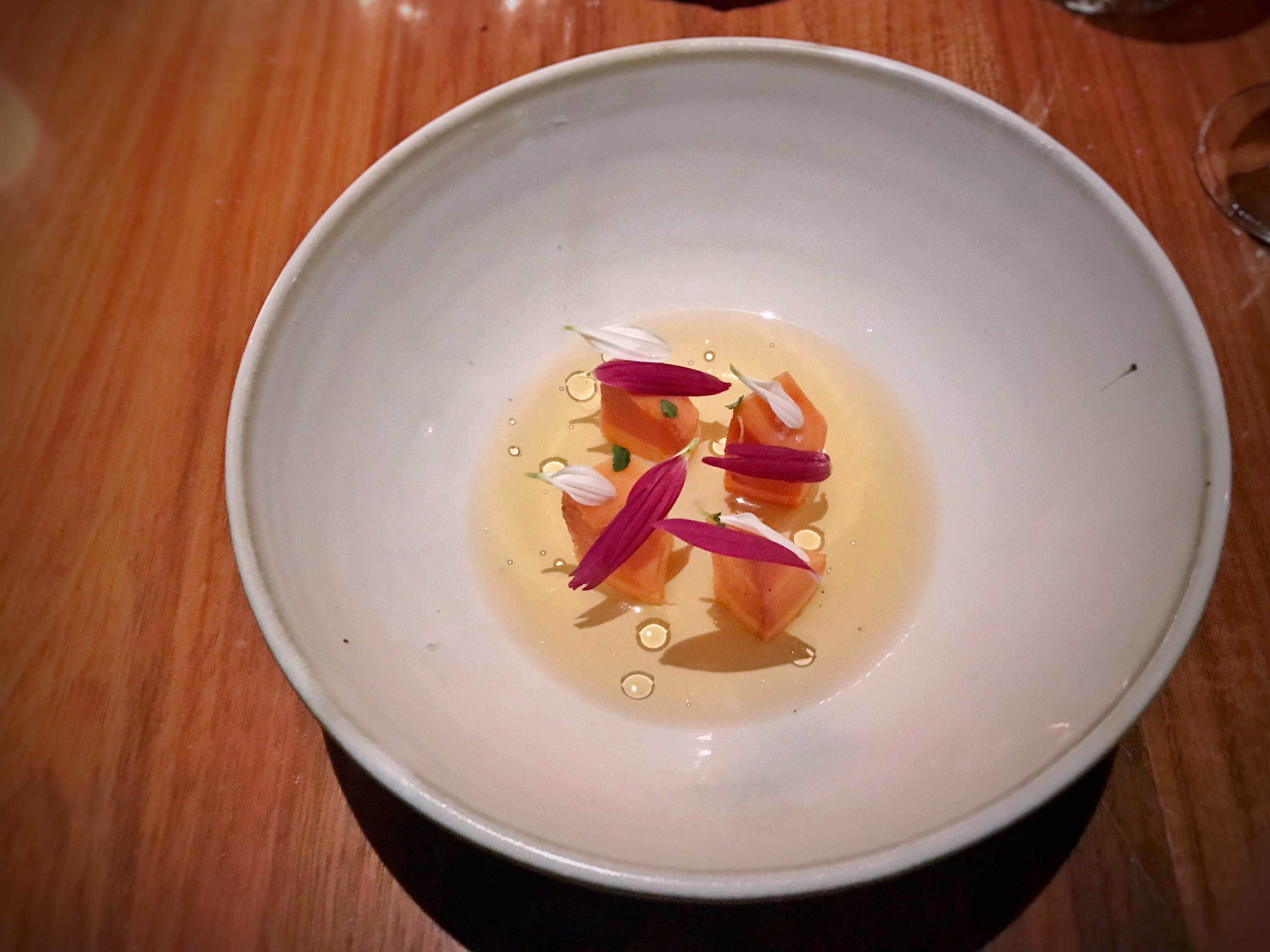
Consomé de tomate, infusionado en pixtle de mamey y una flor.
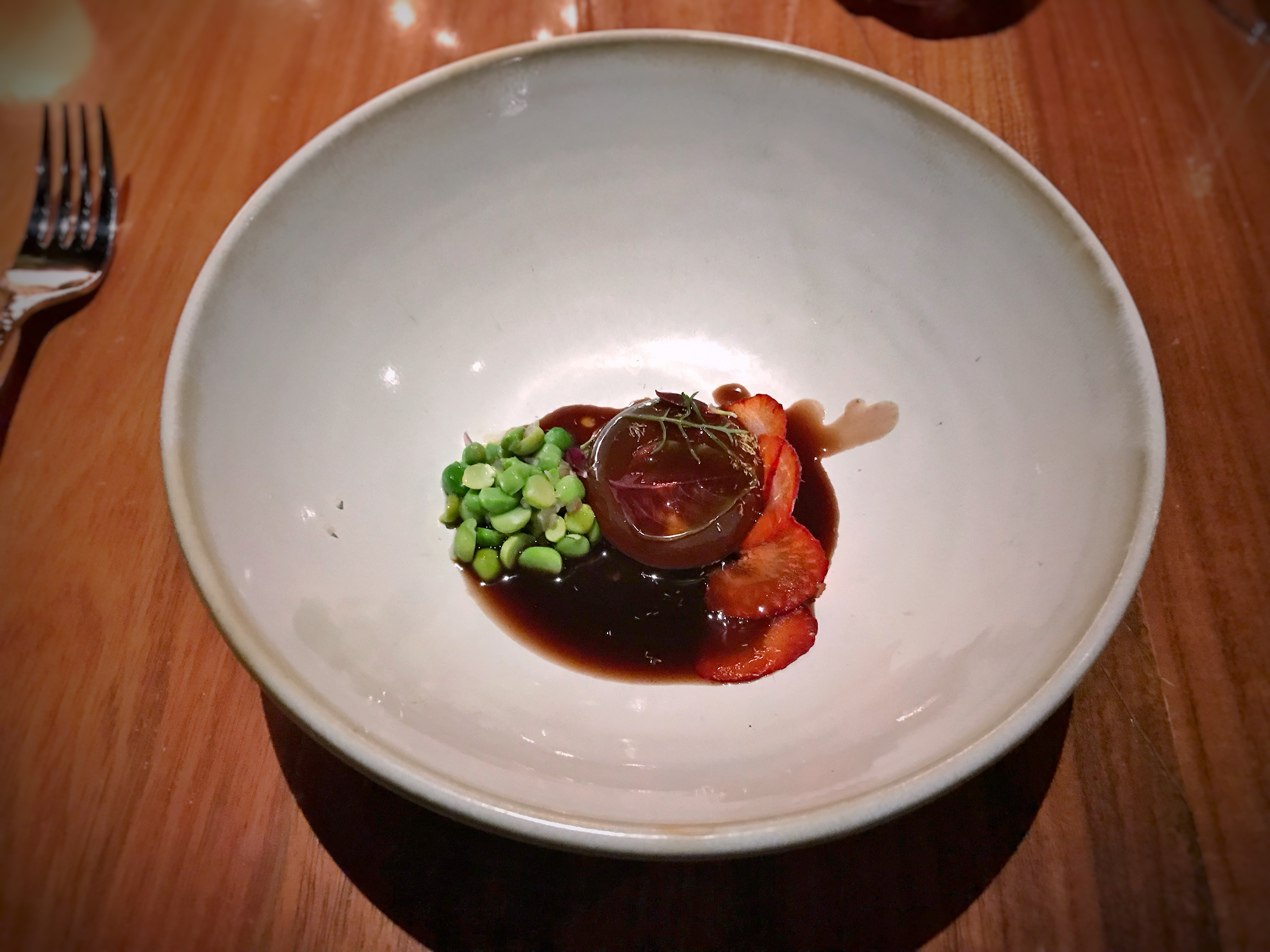
Reducción de guisantes, fresa, jerez, menta y rabo de toro.
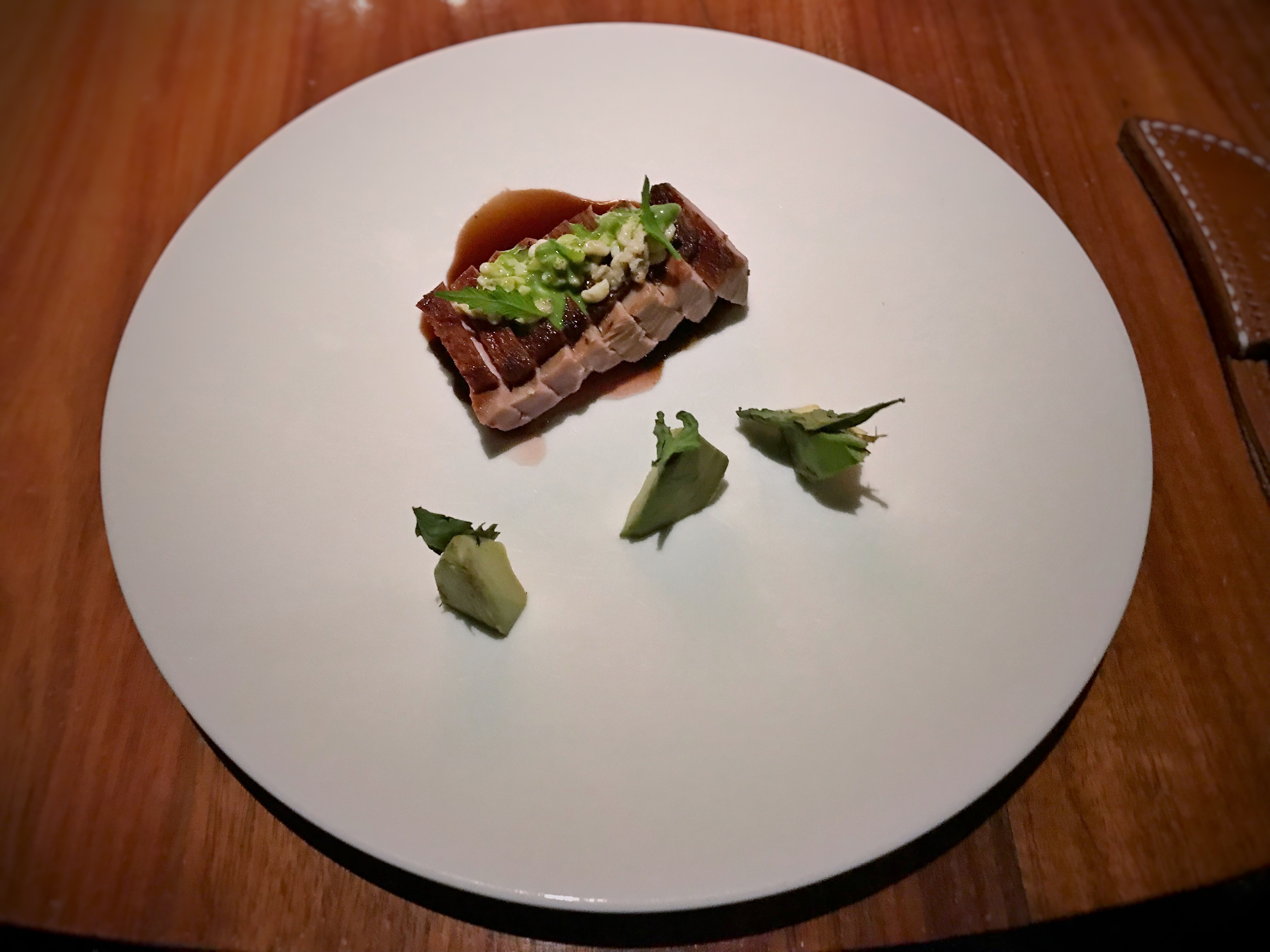
Magret de pato, huevos de hormiga y aguacate ahumado.
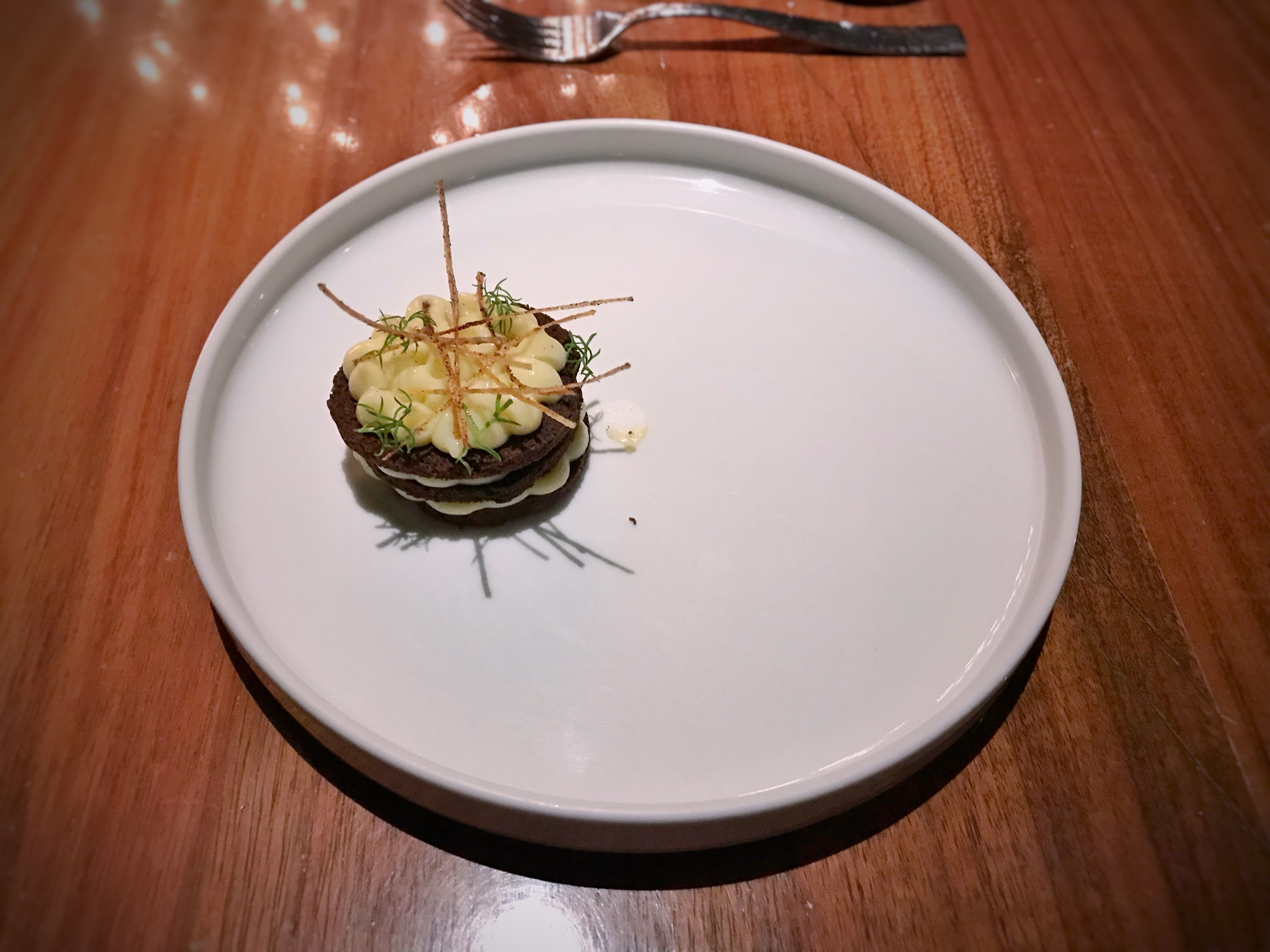
Puerro, patata y canela.
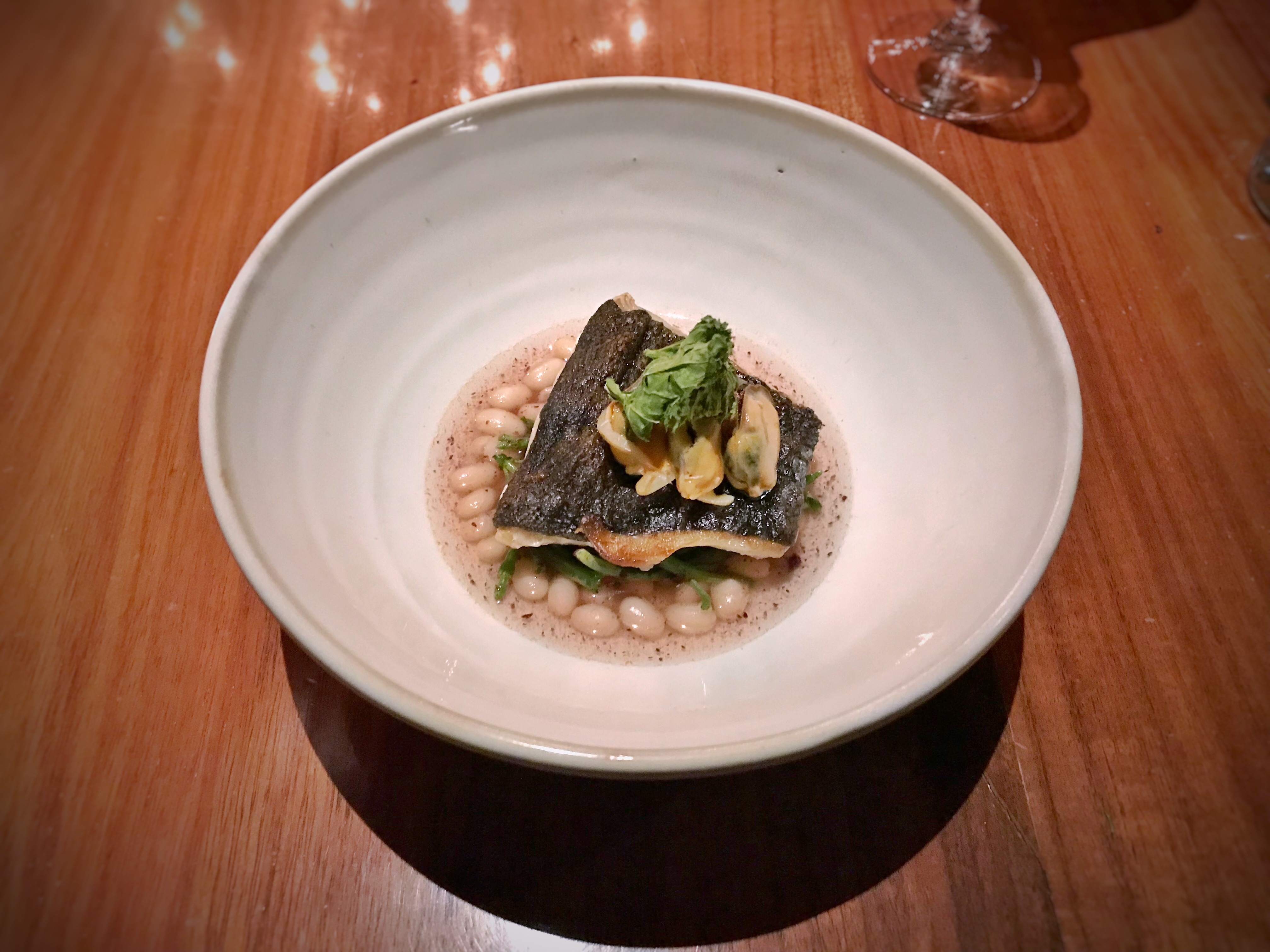
Bacalao negro, caldode judías, col rizada yespárragos de mar.
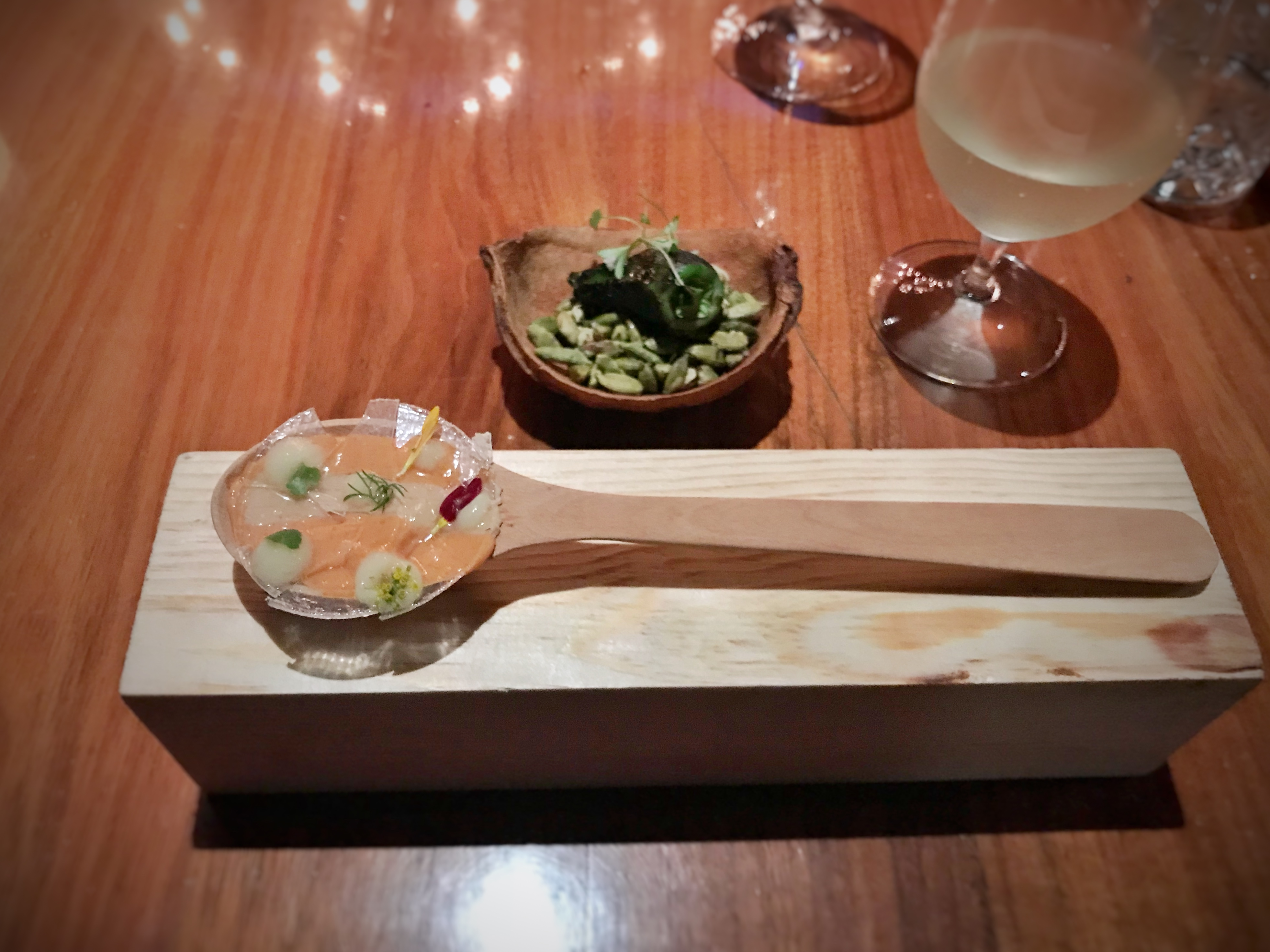
Foie gras en cuchara y carbón con pimiento morrón, chocolate y sal marina.
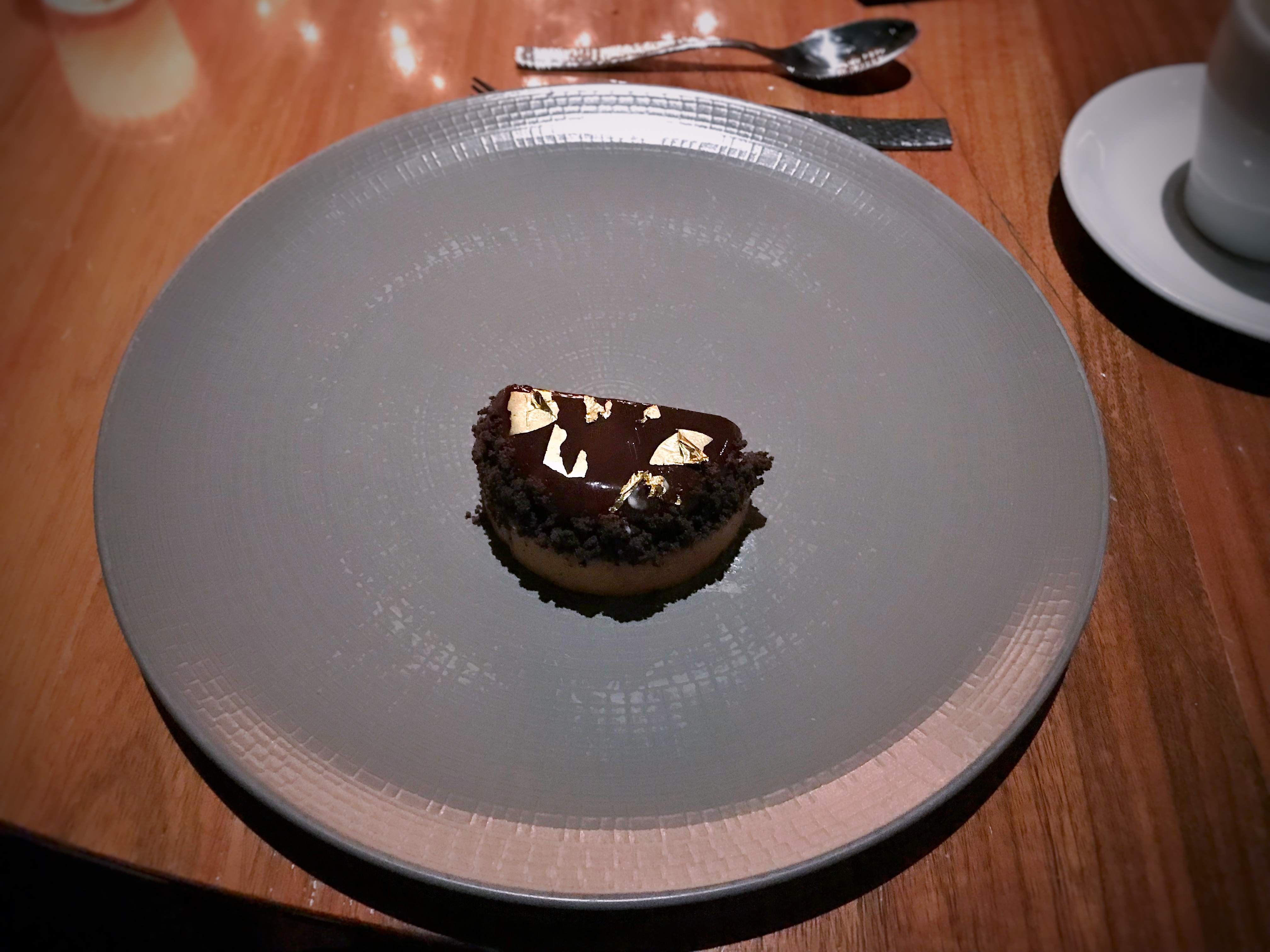
Tarta de café, naranja y cacao.
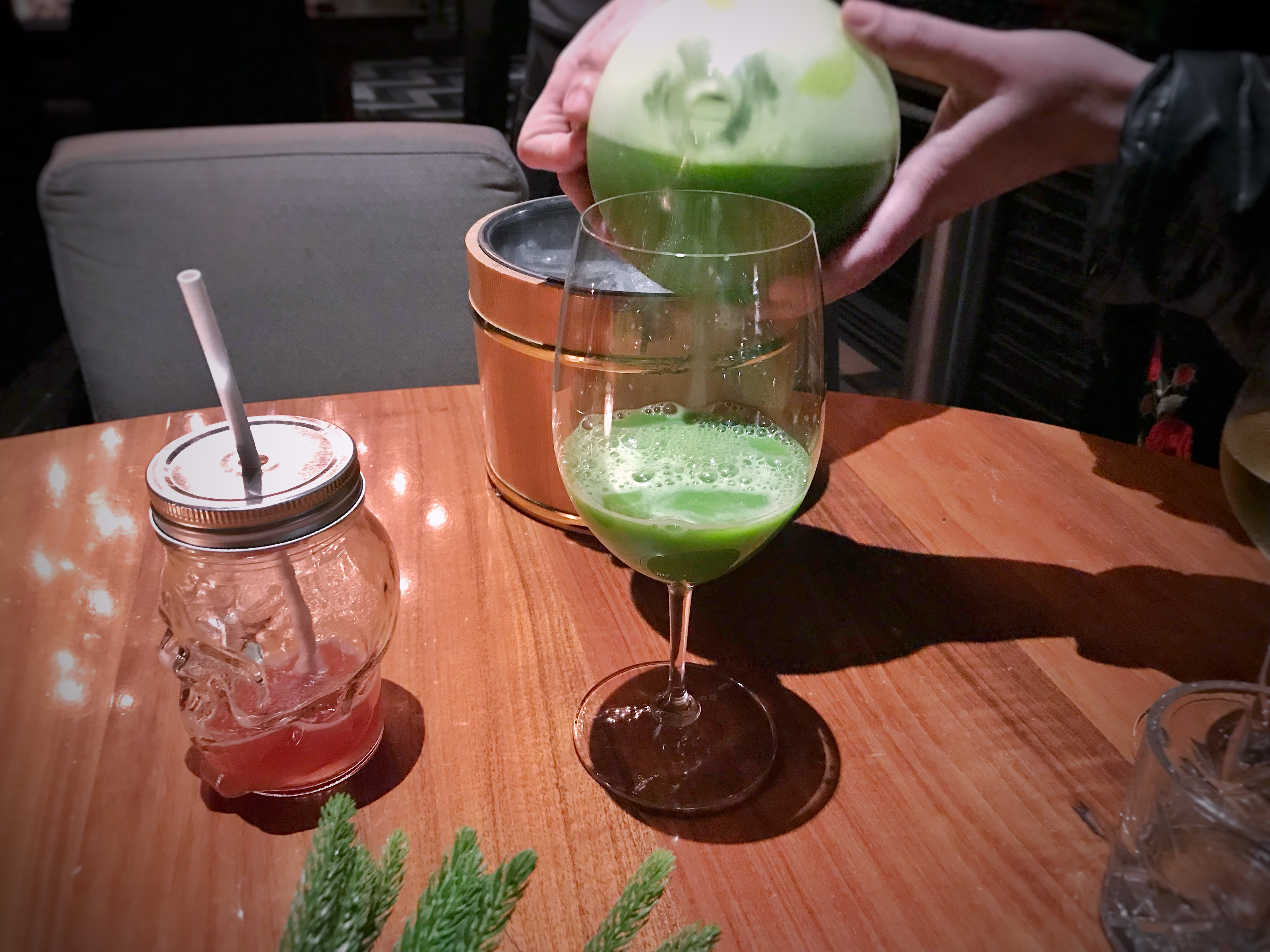
Bebidas emparejadas de tomate y guisantes.

## Historia
Edgar Núñez fundó Sud 777 en 2008 en Jardines del Pedregal, Álvaro Obregón, Ciudad de México.Se formó en cocina francesa en restaurantes como Noma, en Copenhague, Dinamarca. Toledo describe el restaurante con un estilo de construcción que evoca los años 1940 y 1950, similar a obras de Luis Barragán, Max Cetto o Antonio Attolini Lack.
En 2016, Núñez abrió Comedor Jacinta en la colonia Polanco, en Miguel Hidalgo, Ciudad de México, que ofrece un menú diferente al de Sud 777.

## Recepción y reconocimiento
Carlos Maribona escribió para ABC que la comida rompe moldes porque algunos hors d'oeuvre podrían funcionar como postres y viceversa, concluyendo que Sud 777 es el mejor restaurante mexicano que ha visitado. Un crítico bajo el seudónimo «Glotón Mundano» en Sin Embargo dio su visto bueno a la ubicación no céntrica del restaurante. Adicional al restaurante principal, Julie Schwietert Collazo recomendó la opción Kokeshi para Afar.
En su selección de los veintitrés mejores restaurantes de la Ciudad de México, Time Out colocó a Sud 777 en el puesto número ocho. El restaurante fue elegido para las selecciones de la guía por un crítico de Fodor. La revista británica Restaurant publica la lista de los 50 mejores restaurantes del mundo. Desde 2023, se han incluido restaurantes adicionales desde la posición 51 a la posición 100. Sud 777 ocupó el puesto 70 en 2023 y el 82 en 2024.
Cuando la Guía Michelin debutó en 2024 en México premió a 18 restaurantes con estrellas Michelin. Sud 777 recibió una estrella, que significa «cocina de alta calidad, vale la pena detenerse». La guía agregó que «el chef Edgar Núñez preside un menú degustación de varios platos» y el «espacio es moderno y amplio, con techos abuhardillados, madera oscura y colores tierra». Además, el Comedor Jacinta recibió la calificación Bib Gourmand, que indica «comida excepcionalmente buena a precios moderados», afirmando además que sus «platos son sencillos, pero sabrosos, con excelente técnica y raciones abundantes, todo a un precio razonable».